# Национална аматьорска лига по баскетбол
Националната аматьорска лига по баскетбол е баскетболно първенство в България за аматьори. Създадена е през 2011 година, като успешно се разраства и към 2016 година включва 2 софийски лиги, една лига в Централна България (около Габрово) и софийска ученическа лига по баскетбол.
От сезон 2014/2015 в НАЛБ започват да се излъчват и цели мачове, част от които на живо, като за повечето от тях се ангажират и коментатори. През 2015 година някои от най-елитните университети в страната започват да изпращат стажанти в НАЛБ. Отново през 2015 година НАЛБ получава и официално поздравително писмо от Министерството на младежта и спорта за цялостната си дейност през годините.
Националната аматьорска лига по баскетбол има свой шампионат като и организира мачове за купата и супер купата на НАЛБ.

## Шампиони
- „БРИКС“ (София) (3): 2015; 2016; 2017
- „Хелга“ (2): 2013; 2014
- „Своге“ (Своге) (1): 2012

## Носители на купата
- „Ботев 2012“ (Враца) (2): 2014; 2017
- „Хелга“ (2): 2012; 2013
- „Спортни Настилки-Зуум Дизайн“ (1): 2016
- „Норт Уест“ (София) (1): 2015

## Носители на суперкупата
- „БРИКС“ (София) (2): 2015; 2016
- „Ботев 2012“ (Враца) (1): 2017

## Турнира „Веселин Господинов“
- „БРИКС“ (София) (1): 2017